# Дубовка (Грязовецький район)
Ду́бовка (рос. Дубовка) — присілок у складі Грязовецького району Вологодської області, Росія. Входить до складу Юровського сільського поселення.

## Населення
Населення — 4 особи (2010; 3 у 2002).
Національний склад (станом на 2002 рік):
- росіяни — 100 %